# Джанибек-султан
Джанибек-султан (чагат. جاني بك سلطان‎; XV век—1529) — узбекский военачальник и политик, представитель династии Шейбанидов. Занимал пост хакима Ферганы (1503—1509), Кермине и Мианкаля (1510—1529). Сын Ходжа Мухаммед-султана, внук основателя государства кочевых узбеков Абулхайр-хана (1428—1468), двоюродный брат основателя узбекской династии Шейбанидов Шейбани-хана (1500—1510).

## Военная и политическая деятельность
Джанибек-султан в начале XVI века участвовал в походах Шейбани-хана на Мавераннахр. Во время правления Шейбани-хана последовательно назначен хакимом Ферганы (Ахси) 1503 году и хакимом Кермине и Мианкаля в 1510 году. С 1510 года уделом Джанибек-султана была долина Зеравшана от Самарканда до Кермине.
После смерти Шейбани-хана, кратковременно государством правил его дядя Суюнчходжа-хан (1510), после него в том же году официальным главой государства стал Кучкунджи-хан.

 Дела ханства, согласно древнему обычаю, вручили самому старшему султану, которым был Кучум султан. Его наследником был Суйунджик султан, однако он скончался раньше Кучум хана; тогда его наследником стал Джанибек-султан, но он тоже отправился вслед за Суйунджик султаном. После него за ними последовал и Кучум хан. Управление ханством установилось за Абу Са’идом, сыном Кучум хана.— МИРЗА МУХАММАД ХАЙДАР
«ТАРИХ-И РАШИДИ» 
Благодаря полученной поддержке от сефевидов, в 1511 году Бабуру удаётся захватить большую часть Мавераннахра. Но проводимая Бабуром политика уступок сефевидам, признание вассальной зависимости подрывает доверие местного население к нему. Воспользовавшись недовольством населения, шейбаниды Джанибек-султан и Убайдулла-хан переходят в наступление, и в апреле 1512 года, в битве при Кул-и Малике наносят Бабуру сокрушительное поражение.
В 1526 году Джанибек-султан отвоёвывает Балх у Мухаммед Заман-мирзы и передаёт Балхский вилайет своему сыну, Кистин Кара-султану.

## Политика в области культуры и религии
Один из известных поэтов своего времени Падшах-ходжа (1480—1545) посвящает Джанибек-султану своё произведение «Максад ул-атвор».
По инициативе Джанибек-султана его пир Махдуми Аъзам — Саид Джалал ад-дин Ахмад ал-Касани ад-Дахбеди переселяется с Ферганской долины в долину Мианкаль — в 12 км от Самарканда в Дагбите (Акдарьинский район). И здесь остается до конца своей жизни, до 1542 года. Позже здесь же он разбил огромный сад площадью свыше 20 га. Земледелец и садовод, он вел весьма скромную жизнь.
Махдуми Аъзам написал на персидско-таджикском языке более 30 произведений в области философии, геологии, права — часть из них объединена под названием «Мажмуа ар-Расоил».

## Семья
У Джанибек-султана было двенадцать сыновей. Из них двое, Пирмухаммед-хан и Искандер-хан и внук Джанибек-султана Абдулла-хан II были избраны ханом Бухарского ханства. Кроме этого потомки Джанибек султана назначались хакимом в уделах Бухарского ханства, в основном в Кермине, Мианкале и в Балхе.
Сын Джанибек-султана Рустам-султан был известен под именем Мухаммад-Умара.

## Смерть
Джанибек султан умер в 1529 году в Кермине. После его смерти власть в Кермине переходит к Искандер-хану.